# Дивин (Кобринський район)
Дивин (біл. Дзівін) — село в Білорусі, у Кобринському районі Берестейської області. Орган місцевого самоврядування — Дивинська сільська рада.

## Географія
Розташоване над озером Любязь, за 10 км від білорусько-українського кордону та за 34-40 км на південь від Кобрина. Земля піскувата та врожайна, з типово поліськими заболоченими околицями.

## Історія

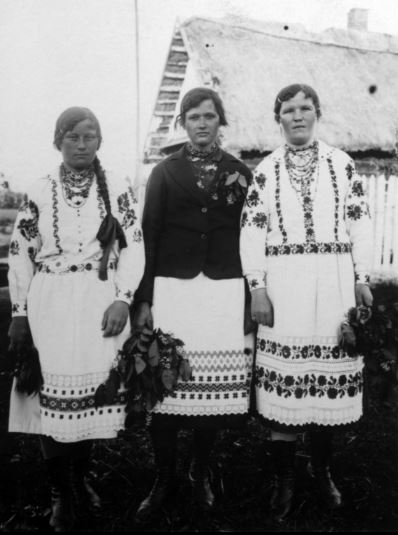
Дівчата з села Дивин, Кобринського повіту. 1920-ті роки.

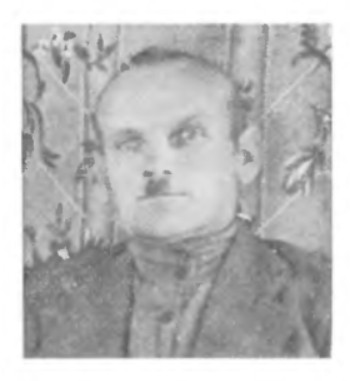
Степан Гапонович урядовець УНР з Дивина, а пізніше провідник Дивинського районного проводу ОУН. Вбитий НКВС у 1945 році.

Вперше згадується 1441 року як місто Кобринського князівства. 1642 року отримав Магдебурзьке право, яке згодом утратив.
У часи входження до складу Російської імперії Дивин був містечком Кобринського повіту, на старому тракті з Ковеля до Кобрина. Тоді в містечку діяли дві церкви, синагога, декілька крамниць, велася торгівля рибою.
У 1918—1939 роках у містечку велося активне українське життя — діяв місцевий відділ «Просвіти», хор, ставилась опера Миколи Лисенка «Наталка Полтавка».
У 1942 році в околицях Дивина була заснована перша сотня УПА. У червні 1943 року бійці УПА здійснили напад на німецький гарнізон Дивина.
У 2012 році перед 70-ю річницею створення УПА президент Благодійного фонду Україна-Русь Ростислав Новоженець звертався до президента Білорусі Олександра Лукашенка з проханням дозволити встановити в околицях Дивина меморіальну дошку УПА, на що отримав від управління культури Берестейського облвиконкому відмову.

## Населення
У 1878 році в Дивині налічувалося там 2 490 мешканців, з них 998 євреїв.
За переписом населення Білорусі 2009 року чисельність населення села становило 3130 осіб.

## Культура
Пам'яткою архітектури села є церква Параскеви П'ятниці.

## Особистості

### Народилися
- Гапонович Степан, провідник Дивинського районного проводу ОУН[6].
- Гапонович Терентій Нестерович («Борзенко», «Левченко», «Терешко», 1901 — березень 1947), командир кущової боївки ОУН[6].
- Люлькович Микола («Мандрівний», 1920 — 29 червня 1949), референт пропаганди Дивинського районного проводу ОУН[6].
- Люлькович Микола Тихонович («Дворко», «Листок», «Максим», 1923 — ?), провідник Дивинського районного проводу ОУН[6].
- Скращук Іван Антонович («Веснянка»), референт Служби безпеки Дивинського районного проводу ОУН[6].